# Bangladesh ai Giochi della XXXIII Olimpiade
Il Bangladesh ha partecipato ai Giochi della XXXIII Olimpiade che si sono svolti a Parigi dal 26 luglio all'11 agosto 2024, con una delegazione di 5 atleti, 4 uomini e 1 donna in 4 discipline.

## Delegazione
| Sport            | Uomini | Donne | Totale |
| ---------------- | ------ | ----- | ------ |
| Atletica leggera | 1      | 0     | 1      |
| Nuoto            | 1      | 1     | 2      |
| Tiro             | 1      | 0     | 1      |
| Tiro con l'arco  | 1      | 0     | 1      |
| Totale           | 4      | 1     | 5      |